# Coupe d'Europe des vainqueurs de coupe féminine de handball 2015-2016
Navigation
Coupe des vainqueurs de coupe 2014-2015
La Coupe d'Europe des vainqueurs de coupe féminine de handball 2015-2016 est la 40e édition de la Coupe d'Europe des vainqueurs de coupe féminine, compétition de handball créée en 1976 et organisée par l'EHF.
À compter de la saison 2016-2017, la Coupe d'Europe des vainqueurs de coupe est fusionnée avec la Coupe de l'EHF (C3), dans une nouvelle version de cette dernière (à l'image des compétitions masculines depuis la saison 2012-2013). La saison 2015-2016 est donc la dernière de la compétition,.

## Équipes qualifiées
| Équipe               | Motif de qualification      |
| -------------------- | --------------------------- |
| Atletico Guardes     | Champion d'Espagne          |
| Bnei Hertzeliya      | Champion d'Israel           |
| Jomi Salerno         | Champion d'Italie           |
| LK Zug Handball      | Champion de Suisse          |
| SSV Dornbirn/Schoren | 2e Championnat d'Autriche   |
| ŽRK Umag             | 2e Championnat de Croatie   |
| ŽRK Metalurg Skopje  | 2e Championnat de Macédoine |
| Westfriesland SEW    | 2e Championnat de Pays Bas  |
| Skuru IK             | 2e Championnat de Suède     |
| Ardeşen GSK          | 2e Championnat de Turquie   |

| Équipe              | Équipe             |
| ------------------- | ------------------ |
| Team Tvis Holstebro | Viborg HK          |
| Issy Paris Hand     | Metz Handball      |
| Buxtehuder SV       | VfL Oldenburg      |
| Érdi VSE            | Halden Damer Elite |
| Vipers Kristiansand | Vistal Gdynia      |
| SCM Craiova         | Lada Togliatti     |
| Zvezda Zvenigorod   | ŽORK Jagodina      |

## Tours préliminaires

### Premier tour
Outre les 10 équipes qualifiées pour ce tour, deux équipes éliminées des phases de qualifications de la Ligue des champions participent à ce premier tour :
| Équipe              | Titre           |
| ------------------- | --------------- |
| Radnički Kragujevac | 4e du tournoi 1 |
| TMO Ankara          | 4e du tournoi 2 |

| Date aller   | Club              | Aller   | Total   | Retour  | Club                 | Date retour  |
| ------------ | ----------------- | ------- | ------- | ------- | -------------------- | ------------ |
| 17 oct. 2015 | ŽRK Umag          | 29 – 27 | 54 – 51 | 25 – 24 | LK Zug Handball      | 18 oct. 2015 |
| 17 oct. 2015 | Bnei Hertzeliya   | 23 – 39 | 49 – 72 | 26 – 33 | Atletico Guardes     | 18 oct. 2015 |
| 17 oct. 2015 | TMO Ankara        | 36 – 25 | 76 – 39 | 40 – 14 | SSV Dornbirn/Schoren | 18 oct. 2015 |
| 17 oct. 2015 | Westfriesland SEW | 23 – 24 | 49 – 57 | 26 – 33 | ŽRK Metalurg Skopje  | 24 oct. 2015 |
| 18 oct. 2015 | Skuru IK          | 30 – 25 | 50 – 57 | 20 – 32 | Ardeşen GSK          | 24 oct. 2015 |
| 24 oct. 2015 | Jomi Salerno      | 22 – 35 | 30 – 61 | 8 – 26  | Radnički Kragujevac  | 25 oct. 2015 |

### Deuxième tour
Outre les quatorze équipes directement qualifiées pour ce tour et les six équipes qualifiées du premier tour, quatre équipes sont reversés de la phase de groupe de la Ligue des champions :
| Équipe              | Titre           |
| ------------------- | --------------- |
| Glassverket IF      | 2e du tournoi 1 |
| Team Esbjerg        | 2e du tournoi 2 |
| SV Dalfsen          | 3e du tournoi 1 |
| HC BNTU-BELAz Minsk | 3e du tournoi 2 |

| Date aller   | Club                | Aller   | Total   | Retour  | Club                | Date retour  |
| ------------ | ------------------- | ------- | ------- | ------- | ------------------- | ------------ |
| 14 nov. 2015 | Team Tvis Holstebro | 41 – 20 | 73 – 40 | 32 – 20 | ŽRK Metalurg Skopje | 15 nov. 2015 |
| 14 nov. 2015 | Lada Togliatti      | 37 – 24 | 67 – 58 | 30 – 34 | VfL Oldenburg       | 21 nov. 2015 |
| 14 nov. 2015 | Vipers Kristiansand | 22 – 20 | 47 – 39 | 25 – 19 | Halden Damer Elite  | 21 nov. 2015 |
| 14 nov. 2015 | Metz Handball       | 26 – 24 | 47 – 52 | 21 – 28 | Viborg HK           | 21 nov. 2015 |
| 14 nov. 2015 | Glassverket IF      | 43 – 14 | 81 – 37 | 38 – 23 | ŽORK Jagodina       | 21 nov. 2015 |
| 14 nov. 2015 | SV Dalfsen          | 20 – 21 | 47 – 47 | 27 – 26 | Vistal Gdynia       | 22 nov. 2015 |
| 15 nov. 2015 | TMO Ankara          | 26 – 20 | 49 – 46 | 23 – 26 | HC BNTU-BELAz Minsk | 21 nov. 2015 |
| 15 nov. 2015 | Team Esbjerg        | 30 – 26 | 52 – 57 | 22 – 31 | Ardeşen GSK         | 22 nov. 2015 |
| 15 nov. 2015 | Buxtehuder SV       | 26 – 28 | 51 – 56 | 25 – 28 | Issy Paris Hand     | 22 nov. 2015 |
| 21 nov. 2015 | Radnički Kragujevac | 22 – 28 | 46 – 56 | 24 – 28 | SCM Craiova         | 22 nov. 2015 |
| 21 nov. 2015 | ŽRK Umag            | 24 – 36 | 42 – 67 | 18 – 31 | Érdi VSE            | 22 nov. 2015 |
| 21 nov. 2015 | Zvezda Zvenigorod   | 29 – 25 | 51 – 47 | 22 – 22 | Atletico Guardes    | 22 nov. 2015 |

## Huitièmes de finale
Outre les 12 équipes qualifiées du deuxième tour, quatre équipes sont reversés de la phase de groupe de la Ligue des champions :
| Équipe                | Titre                |
| --------------------- | -------------------- |
| RK Krim Mercator      | 4e du Groupe A (LdC) |
| Podravka Vegeta       | 4e du Groupe B (LdC) |
| Hypo Niederösterreich | 4e du Groupe C (LdC) |
| MKS Lublin            | 4e du Groupe D (LdC) |

| Date aller      | Club                | Aller   | Total   | Retour  | Club                  | Date retour     |
| --------------- | ------------------- | ------- | ------- | ------- | --------------------- | --------------- |
| 9 janvier 2016  | Issy Paris Hand     | 24 – 20 | 41 – 40 | 17 – 20 | Podravka Vegeta       | 16 janvier 2016 |
| 9 janvier 2016  | SCM Craiova         | 30 – 29 | 53 – 56 | 23 – 27 | RK Krim Mercator      | 16 janvier 2016 |
| 9 janvier 2016  | Vipers Kristiansand | 28 – 22 | 50 – 47 | 22 – 25 | MKS Lublin            | 16 janvier 2016 |
| 9 janvier 2016  | SV Dalfsen          | 15 – 27 | 40 – 54 | 25 – 27 | Érdi VSE              | 16 janvier 2016 |
| 9 janvier 2016  | Lada Togliatti      | 49 – 28 | 50 – 80 | 22 – 31 | Ardeşen GSK           | 17 janvier 2016 |
| 9 janvier 2016  | TMO Ankara          | 33 – 26 | 58 – 59 | 25 – 33 | Zvezda Zvenigorod     | 17 janvier 2016 |
| 10 janvier 2016 | Glassverket IF      | 28 – 29 | 50 – 52 | 22 – 23 | Viborg HK             | 16 janvier 2016 |
| 10 janvier 2016 | Team Tvis Holstebro | 42 – 28 | 77 – 56 | 35 – 28 | Hypo Niederösterreich | 16 janvier 2016 |

## Phase finale
|  | Quarts de finale    | Quarts de finale    | Quarts de finale    | Quarts de finale    |                     |                     | Demi-finales | Demi-finales | Demi-finales | Demi-finales |  |  | Finale | Finale | Finale | Finale |
|  |                     |                     |                     |                     |                     |                     |              |              |              |              |  |  |        |        |        |        |
|  |                     |                     |                     |                     |                     |                     |              |              |              |              |  |  |        |        |        |        |
|  |                     |                     |                     |                     |                     |                     |              |              |              |              |  |  |        |        |        |        |
|  | Érdi VSE            | Érdi VSE            | 29                  | 17                  |                     |                     |              |              |              |              |  |  |        |        |        |        |
|  | Érdi VSE            | Érdi VSE            | 29                  | 17                  |                     |                     |              |              |              |              |  |  |        |        |        |        |
|  | Issy Paris Hand     | Issy Paris Hand     | 28                  | 18                  |                     |                     |              |              |              |              |  |  |        |        |        |        |
|  | Issy Paris Hand     | Issy Paris Hand     | 28                  | 18                  | Issy Paris Hand     | Issy Paris Hand     | 24           | 12           |              |              |  |  |        |        |        |        |
|  |                     |                     |                     |                     | Issy Paris Hand     | Issy Paris Hand     | 24           | 12           |              |              |  |  |        |        |        |        |
|  |                     |                     | Team Tvis Holstebro | Team Tvis Holstebro | 20                  | 29                  |              |              |              |              |  |  |        |        |        |        |
|  | Team Tvis Holstebro | Team Tvis Holstebro | Team Tvis Holstebro | Team Tvis Holstebro | 20                  | 29                  | 25           | 25           |              |              |  |  |        |        |        |        |
|  | Team Tvis Holstebro | Team Tvis Holstebro |                     |                     |                     |                     |              | 25           |              |              |  |  |        |        |        |        |
|  | Viborg HK           | Viborg HK           | 14                  | 27                  |                     |                     |              |              |              |              |  |  |        |        |        |        |
|  | Viborg HK           | Viborg HK           | 14                  | 27                  | Team Tvis Holstebro | Team Tvis Holstebro | 31           | 30           |              |              |  |  |        |        |        |        |
|  |                     |                     |                     |                     | Team Tvis Holstebro | Team Tvis Holstebro | 31           | 30           |              |              |  |  |        |        |        |        |
|  |                     |                     | Lada Togliatti      | Lada Togliatti      | 27                  | 25                  |              |              |              |              |  |  |        |        |        |        |
|  | Zvezda Zvenigorod   | Zvezda Zvenigorod   | Lada Togliatti      | Lada Togliatti      | 27                  | 25                  | 30           | 21           |              |              |  |  |        |        |        |        |
|  | Zvezda Zvenigorod   | Zvezda Zvenigorod   |                     |                     |                     |                     |              |              |              |              |  |  |        |        |        |        |
|  | Lada Togliatti      | Lada Togliatti      | 43                  | 33                  |                     |                     |              |              |              |              |  |  |        |        |        |        |
|  | Lada Togliatti      | Lada Togliatti      | 43                  | 33                  | Lada Togliatti      | Lada Togliatti      | 28           | 27           |              |              |  |  |        |        |        |        |
|  |                     |                     |                     |                     | Lada Togliatti      | Lada Togliatti      | 28           | 27           |              |              |  |  |        |        |        |        |
|  |                     |                     | RK Krim Mercator    | RK Krim Mercator    | 24                  | 22                  |              |              |              |              |  |  |        |        |        |        |
|  | Vipers Kristiansand | Vipers Kristiansand | RK Krim Mercator    | RK Krim Mercator    | 24                  | 22                  | 29           | 20           |              |              |  |  |        |        |        |        |
|  | Vipers Kristiansand | Vipers Kristiansand |                     |                     |                     |                     |              | 20           |              |              |  |  |        |        |        |        |
|  | RK Krim Mercator    | RK Krim Mercator    | 27                  | 30                  |                     |                     |              |              |              |              |  |  |        |        |        |        |
|  | RK Krim Mercator    | RK Krim Mercator    | 27                  | 30                  |                     |                     |              |              |              |              |  |  |        |        |        |        |
|  |                     |                     |                     |                     |                     |                     |              |              |              |              |  |  |        |        |        |        |

### Quarts de finale
| Date aller      | Club                | Aller   | Total   | Retour  | Club             | Date retour     |
| --------------- | ------------------- | ------- | ------- | ------- | ---------------- | --------------- |
| 20 février 2016 | Érdi VSE            | 29 – 28 | 45 – 45 | 17 – 18 | Issy Paris Hand  | 27 février 2016 |
| 21 février 2016 | Team Tvis Holstebro | 25 – 14 | 50 – 41 | 25 – 27 | Viborg HK        | 29 février 2016 |
| 21 février 2016 | Zvezda Zvenigorod   | 30 – 43 | 51 – 76 | 21 – 33 | Lada Togliatti   | 27 février 2016 |
| 20 février 2016 | Vipers Kristiansand | 29 – 27 | 49 – 57 | 20 – 30 | RK Krim Mercator | 27 février 2016 |

### Demi-finales
| Date aller   | Club            | Aller   | Total   | Retour  | Club                | Date retour   |
| ------------ | --------------- | ------- | ------- | ------- | ------------------- | ------------- |
| 3 avril 2016 | Issy Paris Hand | 24 – 20 | 36 – 49 | 12 – 29 | Team Tvis Holstebro | 10 avril 2016 |
| 2 avril 2016 | Lada Togliatti  | 28 – 24 | 55 – 46 | 27 – 22 | RK Krim Mercator    | 9 avril 2016  |

### Finale
| Date aller | Club                | Aller   | Total   | Retour  | Club           | Date retour |
| ---------- | ------------------- | ------- | ------- | ------- | -------------- | ----------- |
| 1 mai 2016 | Team Tvis Holstebro | 31 – 27 | 61 – 52 | 30 – 25 | Lada Togliatti | 7 mai 2016  |

#### Match aller
| 1er mai 2016 15h15 CET | Team Tvis Holstebro | 31 – 27 | Lada Togliatti          | Gräkjaer Arena, Holstebro Affluence : 1 563 Arbitrage : Jelena Vujacic, Andjelina Kazanegra |
| 1er mai 2016 15h15 CET | Nathalie Hagman 10  | (10-16) | Ielizaveta Malachenko 8 | Gräkjaer Arena, Holstebro Affluence : 1 563 Arbitrage : Jelena Vujacic, Andjelina Kazanegra |
| 1er mai 2016 15h15 CET | ×3 ×2               | Rapport | ×2                      | Gräkjaer Arena, Holstebro Affluence : 1 563 Arbitrage : Jelena Vujacic, Andjelina Kazanegra |

#### Match retour
| 7 mai 2016 14h00 CET | Lada Togliatti       | 25 – 30 | Team Tvis Holstebro | Sportkomplex USK "Olimp", Togliatti Affluence : 2 700 Arbitrage : Jiri Opava, Pavel Valek |
| 7 mai 2016 14h00 CET | Dmitrieva, Akopian 5 | (11-13) | Nathalie Hagman 13  | Sportkomplex USK "Olimp", Togliatti Affluence : 2 700 Arbitrage : Jiri Opava, Pavel Valek |
| 7 mai 2016 14h00 CET | ×3 ×2                | Rapport | ×3                  | Sportkomplex USK "Olimp", Togliatti Affluence : 2 700 Arbitrage : Jiri Opava, Pavel Valek |

## Les championnes d'Europe
| Championne d'Europe – Coupe d'Europe des vainqueurs de coupe de handball 2015-2016 Team Tvis Holstebro 1er titre |

## Statistiques

### Buteuses
| Rang | Nom             | Équipe              | Buts |
| ---- | --------------- | ------------------- | ---- |
| 1    | Nathalie Hagman | Team Tvis Holstebro | 75   |
| 2    | Daria Dmitrieva | Lada Togliatti      | 55   |
| 3    | Jette Hansen    | Team Tvis Holstebro | 43   |